# Ophisma variata
Ophisma variata là một loài bướm đêm trong họ Erebidae.